# 中国现代国际关系研究院
中国现代国际关系研究院，简称现代院，位于北京市海淀区万寿寺甲2号，是一家综合性国际问题研究机构。为中华人民共和国国家安全部直属事业单位，同时受中国共产党中央外事工作委员会办公室领导。

## 简介
中国现代国际关系研究院的前身为中国现代国际关系研究所，1965年由周恩来下令成立，当时受中央外事领导小组领导，为中国共产党高级官员服务。中国现代国际关系研究所也是文化大革命期间唯一一所国际关系学教学研究机构。
1980年，根据邓小平的指示，中国现代国际关系研究所对外公开。2003年，中国现代国际关系研究所改名为中国现代国际关系研究院。
中国现代国际关系研究院下设多个研究所、院直属研究室、研究中心，并且设有院长办公室等部门。

## 历任院长
- 陈忠经（？-？）
- 柳瑟青（？-？）
- 耿惠昌（1990年3月-1993年4月）
- 陆忠伟（1999年9月-2005年）
- 崔立如（2005年2月-2013年）
- 季志业（2013年-2018年）[7]
- 袁鹏（2018年-2024年）
- 楊明杰(2024年-)